# نجاتی آتش
نجاتی آتش (انگلیسی: Necati Ateş؛ زادهٔ ۳ ژانویهٔ ۱۹۸۰) بازیکن فوتبال اهل ترکیه است.
از باشگاه‌هایی که در آن بازی کرده‌است می‌توان به باشگاه فوتبال آلتای اسپور، باشگاه ورزشی کایسری ارجیسپور، باشگاه فوتبال آنتالیااسپور، باشگاه فوتبال آنکارا اسپور، باشگاه فوتبال رئال سوسیداد، باشگاه فوتبال گالاتاسرای، باشگاه فوتبال استانبول باشاک‌شهر، باشگاه فوتبال آدانااسپور، و باشگاه فوتبال اسکی‌شهراسپور اشاره کرد.
وی همچنین در تیم‌های ملی فوتبال Turkey national under-17 football team، جوانان ترکیه، Turkey national under-19 football team، زیر ۲۰ سال ترکیه، زیر ۲۱ سال ترکیه، Turkey A2 national football team، و ترکیه بازی کرده‌است.